# Formica gagates
Formica gagates es una especie de hormiga del género Formica, familia Formicidae. Fue descrita científicamente por Latreille en 1798.
Se distribuye por China, India, Turquía, Albania, Austria, Bulgaria, Croacia, República Checa, Francia, Alemania, Grecia, Hungría, Italia, Macedonia, Moldavia, Montenegro, Polonia, Portugal, Rumania, Rusia, Eslovaquia, Eslovenia, España, Suiza y Ucrania. Se ha encontrado a elevaciones de hasta 1250 metros. Vive en microhábitats como rocas, piedras, nidos y la hojarasca.